# Dogani Béré
Dogani Béré est une commune du Mali de l'arrondissement central de Kendié, dans le cercle de Kendié et la région de Bandiagara.

## Histoire
En 2023, la commune est soustraite du cercle de Bandiagara et est attachée au cercle de Kendié.

## Population
En 2009, lors du 4e recensement, la commune comptait 4 419 habitants.

## Villages
La commune s'étend sur 5 localités relevées lors du recensement général de 2009. 
Les villages les plus peuplés sont :
- Dogani Béré (2 047 habitants)
- Menthy (668 habitants)
- Sirou (654 habitants)